# モータースポーツマガジン Mobil1 THE GRID
『モータースポーツマガジン Mobil1 THE GRID』（モータースポーツマガジン モービルワン・ザ・グリッド）は、イギリスの映像プロダクション会社「SUNSET VINE」が製作し、世界各国で放送されているモータースポーツを取り上げた番組である。

## 概要
題名を見てもわかる通り、エクソンモービル のエンジンオイルブランド「モービル1」の一社提供番組。
内容はフォーミュラ・ワン（F1）をはじめ、インディカー・シリーズ、世界ラリー選手権（WRC）、ドイツツーリングカー選手権（DTM）など、世界的に著名な自動車レースの最新情報を中心軸に、大会を迎えようとする各地の表情や大会の舞台裏、選手の素顔などに迫るモータースポーツ情報番組である。
番組の性質上、番組で紹介されるドライバー・チームはモービル1のサポート対象である場合が多い。2011年現在、F1ではマクラーレン、DTMではAMGメルセデスなどが頻繁に取り上げられる。

## 日本での放送
- スカパー!・スカパー!e2・ケーブルテレビ　J SPORTSで随時放送